# Scylaticus miniatus
Scylaticus miniatus là một loài ruồi trong họ Asilidae. Scylaticus miniatus được Becker miêu tả năm 1915. Loài này phân bố ở vùng Cổ Bắc giới.